# Monodaeus couchii
Monodaeus couchii is een krabbensoort uit de familie van de Xanthidae. De wetenschappelijke naam van de soort is voor het eerst geldig gepubliceerd in 1851 door Couch.